# Шантарское море
Шанта́рское море — море на востоке России, западная часть Охотского моря. Отделено от основной акватории Охотского моря Шантарскими островами. Ограничено с севера Большим Шантарским островом, с востока — Малым Шантарским островом, с юга — Тугурским заливом, с запада — Удской губой.